# Aquilegia japonica
Aquilegia japonica és una espècie de planta fanerògama que pertany a la família de les ranunculàcies.

## Morfologia
Aquilegia japonica té les seves tiges de 15 a 40 cm d'alçada, amb escassa difusió pubescent, sense ramificació o ramificació apical. Té poques fulles basals, biternades; el pecíol fa entre 3,9 a 19 cm; el seu limbe foliar és per sota escàs pubescent o glabre, per sobre glabre; els folíols laterals obliquament flàccid a obovats; folíol central àmpliament obovat a flàccid, 0,9 a 2,4 × 1,3 a 3,3 cm, trilobulat i segments amb 2 o 3 dents obtusos. Les inflorescències són d'1 a 3 flors; les bràctees són lineals i lanceolades, de 4 a 7 mm, d'1 lòbul fins a 3 lòbuls. El diàmetre de les seves flors fan entre 3,5 a 4,2 cm i el seu pedicel entre 1 a 2,5 cm. Els estams són tan llargs com els pètals; les anteres són grogues o grisenques, àmpliament el·lipsoides, d'uns 2 mm. Els estaminodis són blancs d'uns 8 mm. Té 5 pistils glabres. L'ovari fa uns 6 mm. Els fol·licles fan entre 1,5 a 2,5 cm i els estils persistents fan uns 5 mm. Floreix al juliol.

## Distribució i hàbitat
La distribució natural d'Aquilegia japonica es troba al sud les províncies xineses de Heilongjiang i a l'est de Jilin, al Japó i a Corea.

## Taxonomia
Aquilegia japonica va ser descrita per Takenoshin (Takenosin) Nakai i Hiroshi Hara i publicat a Botanical Magazine, Tokyo 49: 7, a l'any 1935.
Etimologia
Aquilegia: nom genèric que deriva del llatí aquila = "àguila", en referència a la forma dels pètals de la qual se'n diu que és com l'urpa d'una àguila.
japonica: epítet geogràfic que designa al Japó.